# Ita finitima sunt falsa veris, ut in præcipitem locum non debeat se sapiens committere
Ita finitima sunt falsa veris, ut in præcipitem locum non debeat se sapiens committere ovvero "Il falso è così vicino al vero che il saggio non deve arrischiarsi su un passo così pericoloso". 
Motto contenuto nel Academica (II, XXI) di Cicerone, che ben descrive i casi incerti dove è bene non prendere posizione. Tutta l'opera tratta della Verità e della sua ricerca; Cicerone affronta il problema gnoseologico distaccandosi dallo scetticismo dell'Accademia platonica e introducendo il probabilismo dove difficilmente si potrà arrivare ad una Verità assoluta.
Questa locuzione è stata raccolta da Michel de Montaigne nella sua opera Saggi (1580) importante per i successivi Blaise Pascal, Jean-Jacques Rousseau e Marcel Proust. La troviamo anche successivamente nel racconto "La sentenza memorabile" di Leonardo Sciascia.